# Torstjärnen, Gästrikland
Torstjärnen är en sjö i Hofors kommun i Gästrikland och ingår i Dalälvens huvudavrinningsområde. Sjön har en area på 0,0573 kvadratkilometer och ligger 160,1 meter över havet.

## Delavrinningsområde
Torstjärnen ingår i det delavrinningsområde (670791-152595) som SMHI kallar för Inloppet i Stora Skällingen. Medelhöjden är 175 meter över havet och ytan är 23,01 kvadratkilometer. Det finns inga avrinningsområden uppströms utan avrinningsområdet är högsta punkten. Vattendraget som avvattnar avrinningsområdet har biflödesordning 3, vilket innebär att vattnet flödar genom totalt 3 vattendrag innan det når havet efter 193 kilometer. Avrinningsområdet består mestadels av skog (84 procent). Avrinningsområdet har 1,1 kvadratkilometer vattenytor vilket ger det en sjöprocent på 4,8 procent.